# مارتين التوروزي

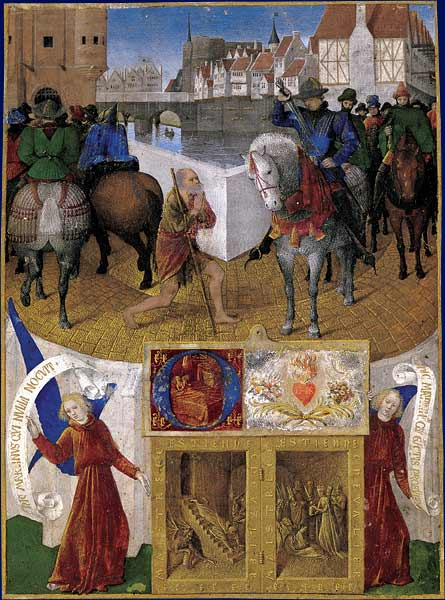
صورة للجمعية الخيرية للقديس مارتن رسمت من قبل جان فوكيه

مارتين التوروزي باللاتينية (Sanctus Martinus Turonensis)), أحد أشهر القديسين في بلاد الغال قديما وفرنسا حاليا. ولد في مدينة ساباريا إحدى مدن بانونيا، (حاليا تابعة لدولة هنغاريا).من والدين وثنيين.إذ كان أبوه ضابطًا في الجيش اضطرت الأسرة إلى السفر إلى بافيا في إيطاليا، وفي الخامسة عشر من عمره وجد مارتين أو مارتان نفسه مدفوعًا للالتحاق بالجيش. ومع أنه لم يكن قد تعمَّد بعد إلا أنه عاش كراهبٍ أكثر منه كجندي.

## ايمانه
تقول الرواية انه أثناء وجوده في أميان حدثت له واقعة مشهورة، ففي أحد أيام البرد الشديد وأثناء عاصفة ثلجية، قابل مارتين عند بوابة المدينة رجل فقير شبه عارٍ، يرتجف من شدة البرد ويطلب صدقة من العابرين. إذ رأى مارتان أن العابرين لا يعيرون التفاتًا لذلك البائس تحنن عليه وأراد مساعدته، ولكنه لم يكن يملك سوى ملابسه وسلاحه.
استل سيفه وقطع معطفه نصفين وأعطى الشحاذ نصفه والتحف بالآخر. في تلك الليلة رأى مارتان في حلم السيد المسيح يلبس نصف المعطف الذي أعطاه للفقير ويقول: «مارتان مع أنه مازال موعوظًا إلا أنه كساني بهذا المعطف». وفيصباح اليوم التالي تذكرمارتين هذه الرؤيا وذهب حينها ليتعمد ويصبح مسيحي كامل.

## حياته

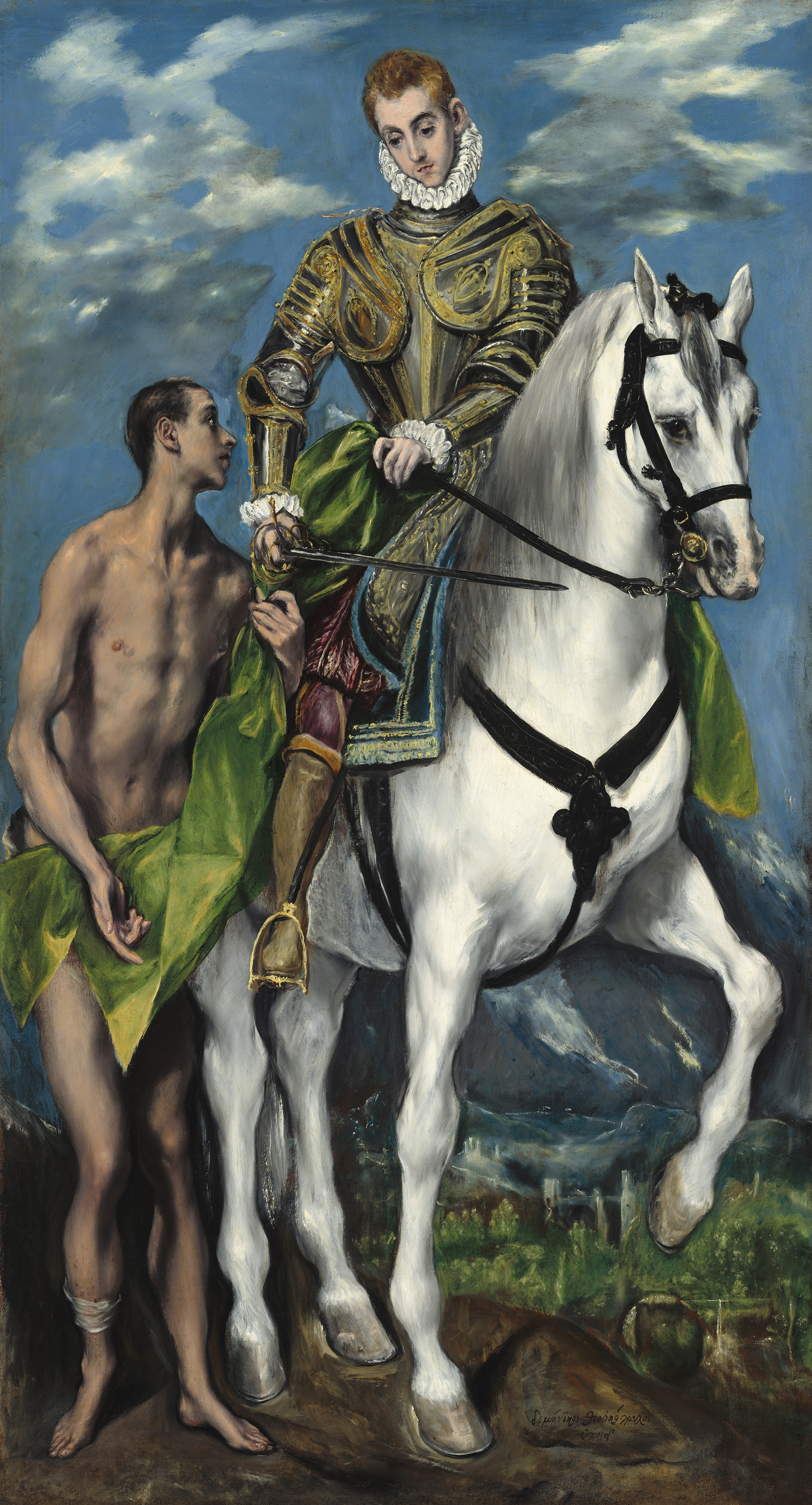
سانت مارتن والشحاذ

بالرغم من ايمانه بالمسيحية إلا أن القديس مارتين لم يترك خدمة الجيش بعد ذلك مباشرة، ولكن وهو في سن العشرين من عمره حدث هجوم من قبل القبائل البربرية على الغال، فذهب مارتين إلى القيصر يوليانس واخبره انه لا يليق به ان يقاتل في الحرب لانه مسيحي، ثار القيصر لهذا الكلام واتهم مارتان بالجبن، فأجابه مارتن بأنه مستعد أن يقف أعزل من السلاح في أول خطوط الحرب ويقف أمام الأعداء. زج به في السجن، ولكن بعد انتهاء الحرب أُطلِق سراحه، فذهب إلى بواتييه حيث استقبله القديس هيلاري الأسقف وجعله ضمن تلاميذه.انضم مارتين إلى مجموعة من المتوحدين، والتي تعتبر أول مجتمع رهباني في بلاد الغال، أخذت تنمو حتى صارت ديرًا كبيرًا.
وفي سنة 371 م طلبه أهلتورز، ليكون أسقفًا عليهم، وإذ كان رافضًا ذلك المنصب استخدموا الحيلة في دعوته لزيارة أحد المرضى في المدينة، ولما توجه إليها أخذوه إلى الكنيسة ورسموه هناك رغم اعتراض بعض الأساقفة الموجودين على أهليته لتلك الكرامة نظرًا لتواضع منظره وهيئته.
في البداية استمر مارتان في نفس نظام حياته الرهبانية، فعاش في صومعة قرب الكنيسة، ولكن إذ كثر زواره ولم يستطع تحمل الإزعاج اعتزل في برية قريبة من المدينة، وسرعان ما التفَّ حوله ثمانون راهبًا وشكلو مجموعة.
بدأ لقديس مارتين بالكرازة بين الوثنين وتحولت والدته إلى المسيحية ولكن بقي والده وثني. توفي القديس مارتين في الثامن من نوفمبر سنة 397 م

## معرض صور

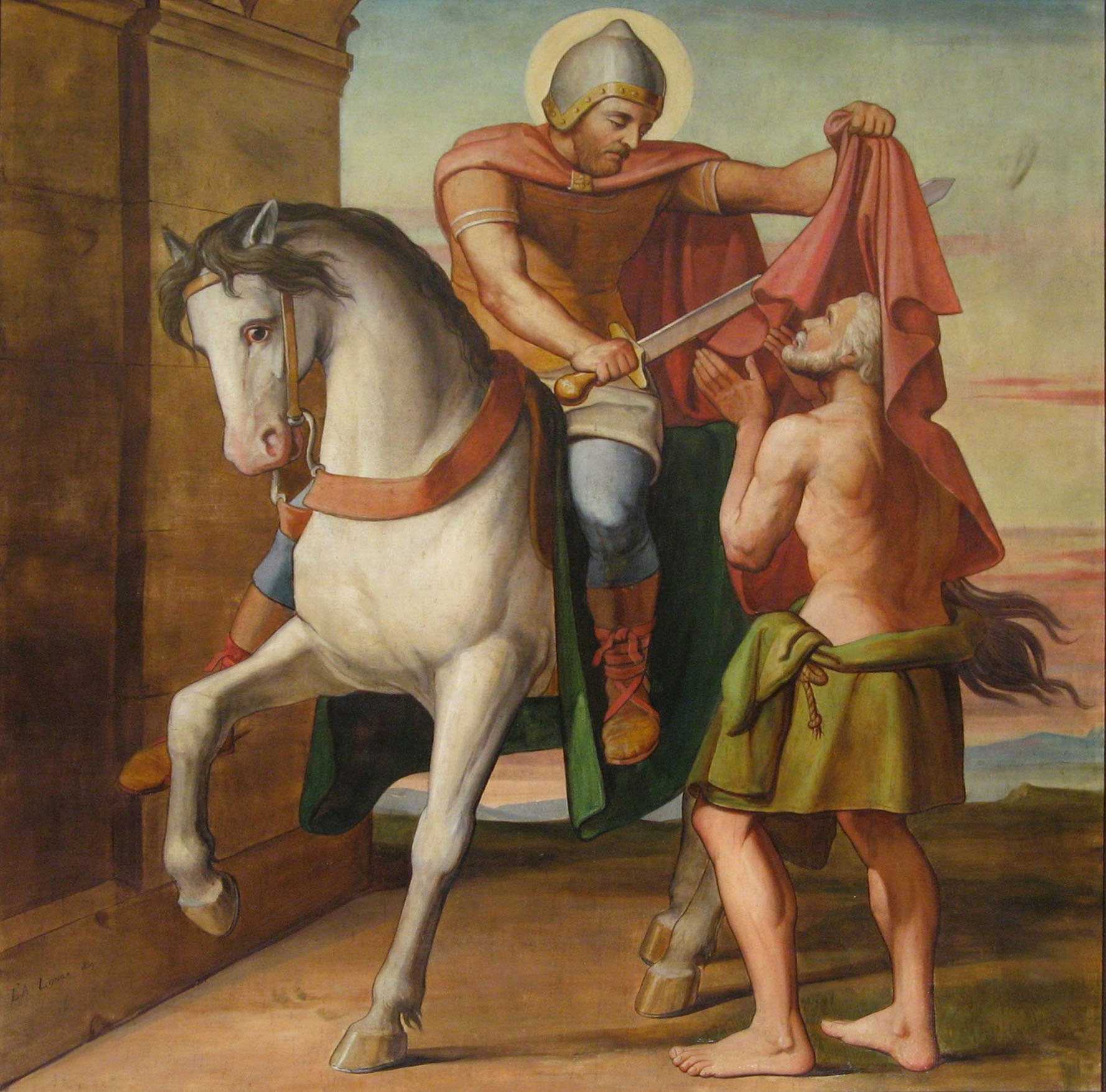
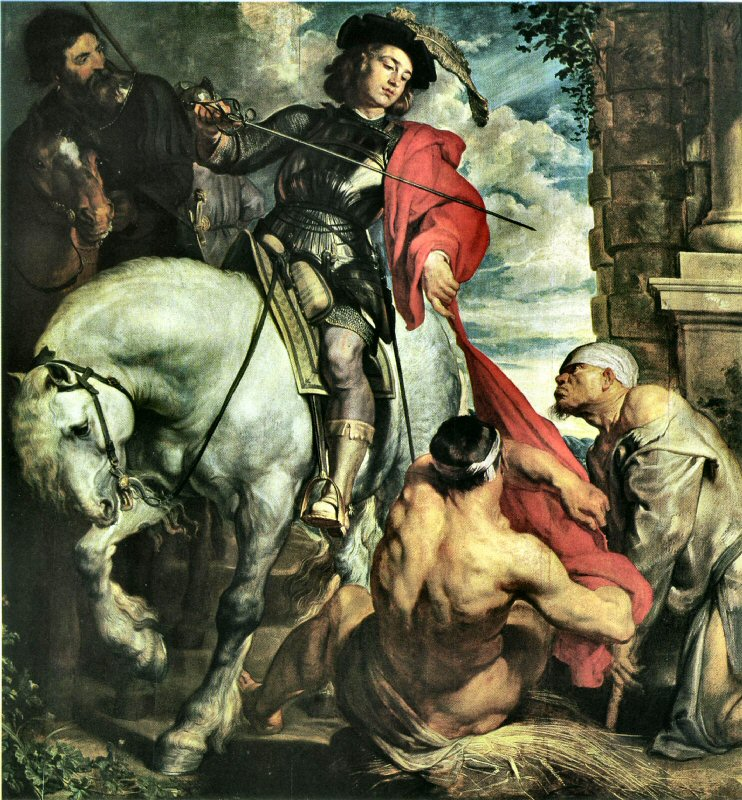
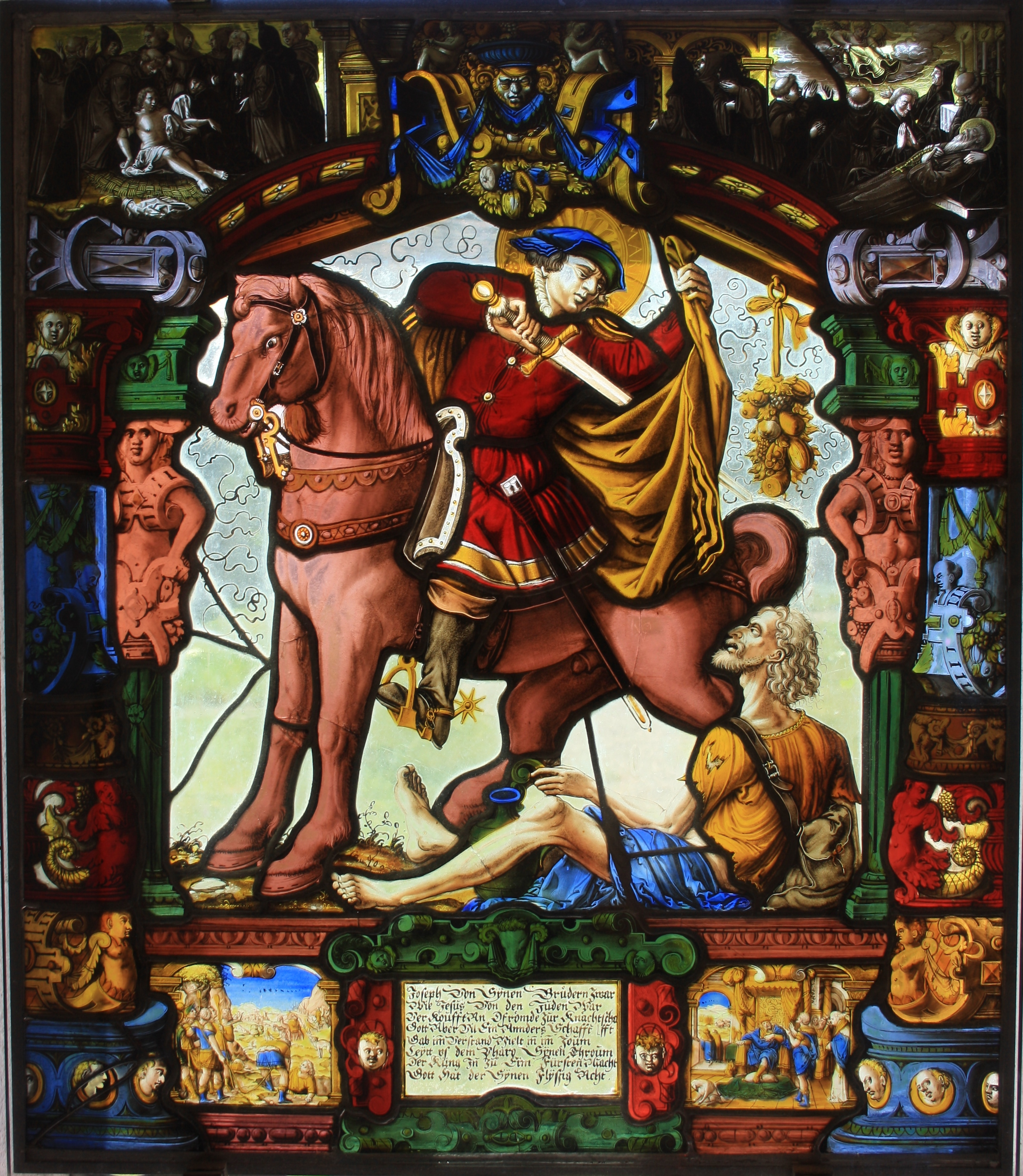